# Gymnothorax gracilicauda
Gymnothorax gracilicauda és una espècie de peix de la família dels murènids i de l'ordre dels anguil·liformes.

## Morfologia
Els mascles poden assolir els 32 cm de longitud total.

## Distribució geogràfica
Es troba des de les Illes Carolines i les Illes Mariannes fins a les Hawaii, les Illes de la Línia i les Tuamotu.